# Мора, Ронни
Ронни Стуар Мора Гутьеррес (исп. Ronny Stuar Mora Gutiérrez; род. 6 марта 1990, Сьюдад-Нейли, Коста-Рика) — коста-риканский футболист, нападающий гватемальского клуба «Депортиво Миско».

## Клубная карьера
Ронни Мора начинал свою карьеру футболиста в коста-риканском клубе «Кармелита». 21 апреля 2013 года он дебютировал в коста-риканской Примере, выйдя на замену в самой концовке гостевого поединка против «Сан-Карлоса». 25 сентября того же года Мора забил свой первый гол на высшем уровне, сравняв счёт в домашнем матче с командой «Сантос де Гуапилес».
С начала 2015 года Ронни Мора представляет «Эредиано». Зимний чемпионат 2016 он на правах аренды отыграл за клуб «Универсидад де Коста-Рика», а Летний чемпионат 2017 — за «Белен».

## Достижения
«Эредиано»
- Чемпион Коста-Рики (2): Лет. 2015, Лет. 2016